# Kleinkraftwerke Burgdorf BE

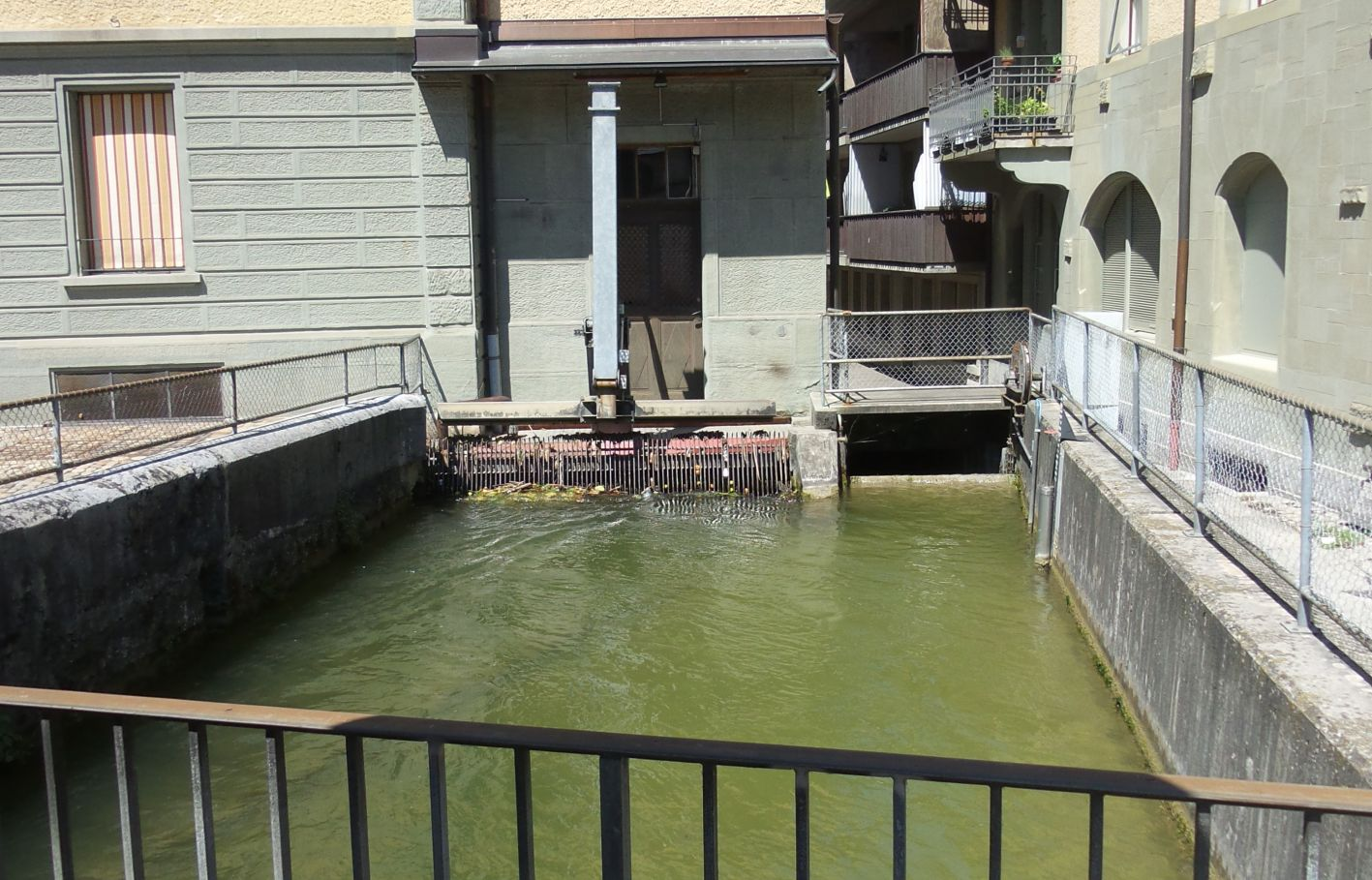
Metzgergasse: Wassereinlauf zum Kleinkraftwerk in der alten Mühle Dürr

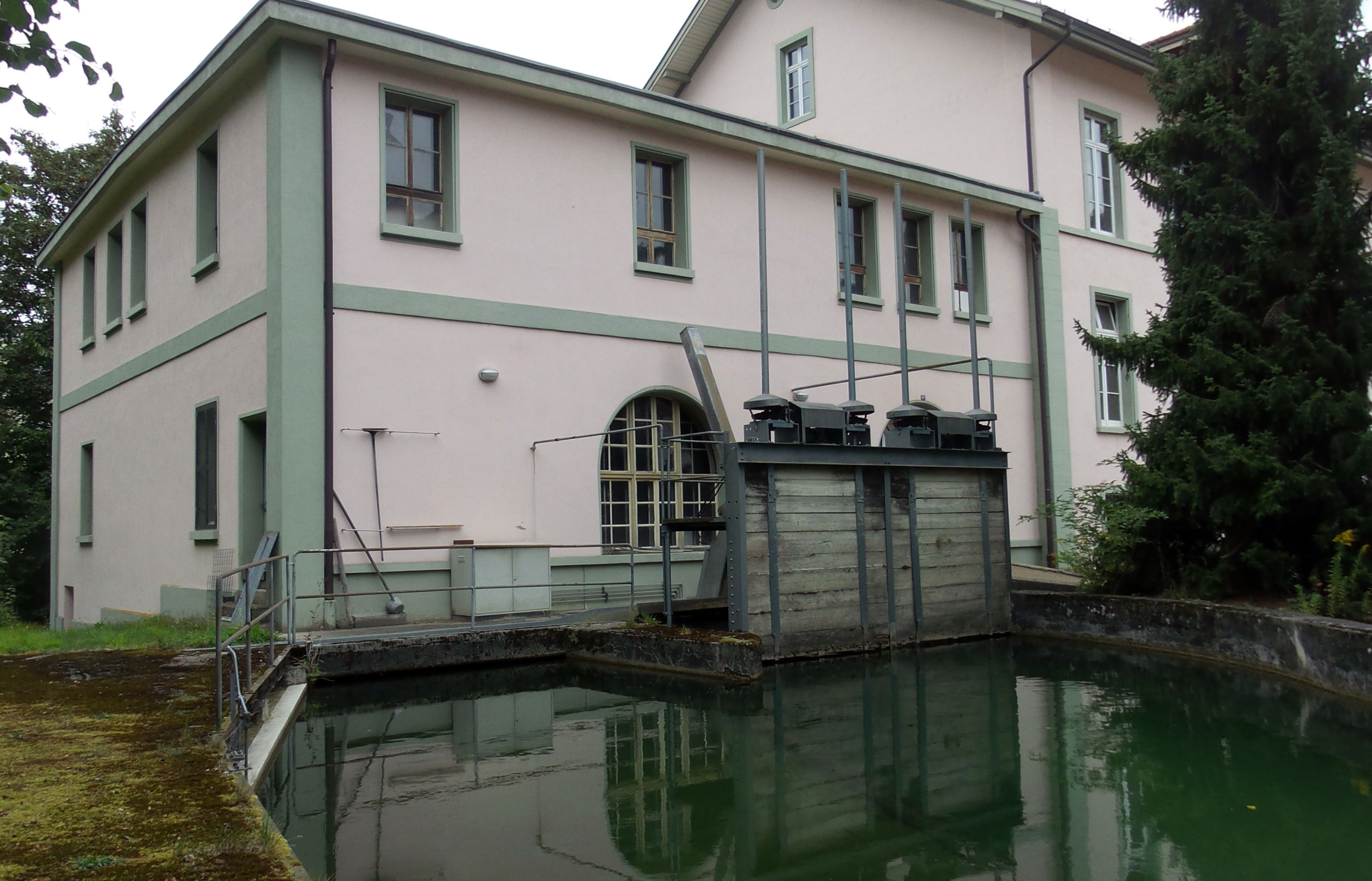
Sägegasse: Wassereinlauf zum Kleinkraftwerk der ehemaligen Spinnerei Schafroth

Die Kleinkraftwerke Burgdorf BE sind zehn kleine Wasserkraftwerke in der Stadt Burgdorf im Kanton Bern (Schweiz). Acht von ihnen sind in Betrieb (Stand 2020).
Die Kleinkraftwerke werden hauptsächlich von aus dem Fluss Emme abgezweigtem Wasser angetrieben. Das Schluckvolumen der einzelnen Werke reicht von 1 m³/s bis 5,5 m³/s, die erzeugte elektrische Leistung von 13 kW bis 170 kW. Sieben der zehn Kraftwerke liegen nacheinander am gleichen Strang (anfangs Industriekanal, dann Mühlibach genannt), die anderen drei an Nebensträngen (Polierebach und Lyssachteilbach). Das Gesamtgefälle (Oberwasser des ersten bis Unterwasser des letzten Kraftwerks) beträgt etwa 25 Meter. Am Ende wird das Wasser des Hauptstrangs und des Polierebachs gemeinsam durch einen Düker in der Emme zur rechten Flussseite zur weiteren Nutzung im Grüttbach geleitet.

## Geschichte
Ausser einem Kraftwerk, das Ende des letzten Jahrhunderts neu erbaut wurde, sind alle Werke Bestandteile ehemaliger Mühlen und Textilbetriebe und befinden sich in privatem Besitz. Anfang der 1920er-Jahre erlebte die Nutzung der Wasserkraft in der Schweiz einen Aufschwung. «So auch in Burgdorf, das damals über ein bereits mehr als zweihundert Jahre altes Kanalsystem verfügte, wurde in die Elektrifizierung der Kleinwasserkraftwerke investiert.»
Betrieben werden die Kleinkraftwerke von der Genossenschaft Wasserkraftwerke Burgdorf. Zweck der Genossenschaft ist die Nutzung der Wasserkraft der Emme und der kleinen Wasserkraft des der Emme in Oberburg von links zufliessenden Luterbachs. Sie reguliert den Wasserzufluss und erstellt und unterhält die erforderlichen Zu- und Fortleistungseinrichtungen für die konzessionsgemässe Nutzung der Wasserkraft im Kanalsystem von Burgdorf.